# Annolesie (przystanek kolejowy)
Annolesie – zlikwidowany przystanek kolejowy w Annolesiu, w województwie śląskim, w Polsce. Znajdowały się tu 2 perony. Przystanek stracił na znaczeniu, kiedy w 2009 r. wstrzymano ruch pasażerski na odcinku Herby Nowe - Chorzew Siemkowice.